# منتخب كاليدونيا الجديدة تحت 20 سنة لكرة القدم
منتخب كاليدونيا الجديدة تحت 20 سنة لكرة القدم هو ممثل كاليدونيا الجديدة الرسمي في المنافسات الدولية في كرة القدم في فئة كرة قدم تحت 20 سنة للرجال
، يديريه اتحاد كاليدونيا الجديدة لكرة القدم.